# Калињинградска митрополија
Калињинградска митрополија (рус. Калининградская митрополия) митрополија је Руске православне цркве.
Образована је одлуком Светог синода од 21. октобра 2016, а налази се у оквиру граница Калињинградске области. У њеном саставу се налазе двије епархије: Калињинградска и Черњаховска.
Новом митрополијом привремено управља патријарх московски Кирил.